# Stenocrates ligneus
Stenocrates ligneus är en skalbaggsart som beskrevs av Gilbert John Arrow 1911. Stenocrates ligneus ingår i släktet Stenocrates och familjen Dynastidae. Inga underarter finns listade i Catalogue of Life.